# Chiến tranh Pommern
Chiến tranh Pommern là một chiến trường trong cuộc Chiến tranh Bảy năm tại châu Âu. Tên gọi này được dùng để mô tả cuộc chiến giữa Thụy Điển và Phổ từ năm 1757 cho đến năm 1762 tại Pommern thuộc Thụy Điển, Pommern thuộc Phổ, phía bắc lãnh địa Brandenburg và phía đông Mecklenburg-Schwerin.
Cuộc chiến tranh này ghi dấu ấn sự dao động của các quân đội Phổ và Thụy Điển, trong đó không bên nào giành được một thắng lợi quyết định. Giao tranh khởi đầu khi các lực lượng Thụy Điển tiến đánh lãnh thổ Phổ vào năm 1757, nhưng bị quân Phổ dưới quyền chỉ huy của Thống chế Hans von Lehwaldt đánh bại và phong tỏa Stralsund mãi cho đến khi cuộc tấn công của quân Nga vào Phổ buộc quân Phổ phải rút khỏi Stralsund vào năm 1758. Về sau, quân đội Thụy Điển phát động một cuộc tấn công mới vào bản thổ Phổ, tiêu diệt hạm đội bé nhỏ của đối phương trong trận Frisches Haff và các vùng đất xa về phía nam đến Neuruppin bị chiếm đóng, nhưng chiến dịch bị hủy bỏ vào cuối năm 1759 khi các lực lượng kéo căng tiếp tế của Thụy Điển không thể chiếm được pháo đài Stettin (ngày nay là Szczecin, Ba Lan) của Phổ và cùng không thể phối hợp với quân đội Nga.
Quân đội Phổ đã phát động một cuộc phản công vào lãnh thổ Pommern của Thụy Điển trong tháng 1 năm 1760 nhưng bị đẩy lùi, và trong suốt năm đó các lực lượng Thụy Điển một lần nữa xâm nhập bản thổ Phổ, tiến xa về phía nam đến Prenzlau. Quân Thụy Điển bị đánh thiệt hại nặng trong một cuộc tấn công của quân Phổ, tuy nhiên quân Phổ không có đủ quân số để tiếp tục chống cự. Mùa đông đến, quân Thụy Điển triệt thoái về Pommern thuộc Thụy Điển. Vào mùa hè năm 1761, quân Thụy Điển lại mở một chiến dịch khác vào Phổ, nhưng cuộc tấn công này cuối cùng cũng bị đình hoãn do thiếu thốn lương thực và trang thiết. Các cuộc giao tranh cuối cùng của cuộc chiến diễn ra vào mùa đông năm 1761 – 1762 gần Malchin và Neukalen tại Mecklenburg, nằm nang qua biên giới Pommern thuộc Thụy Điển, trước khi hai phe chấp thuận Thỏa ước Ribnitz vào ngày 7 tháng 4 năm 1762. Vào ngày 5 tháng 5 năm 1762, khi một liên minh Nga - Phổ làm tiêu tan hy vọng của Thụy Điển về sự trợ giúp của Nga trong tương lai, và thay vì đó gây nên mối đe dọa cho Thụy Điển về sự can thiệp của Nga chống lại họ, Thụy Điển buộc phải cầu hòa.
Cuộc chiến đã chấm dứt vào ngày 22 tháng 5 năm 1762 bằng Hòa ước Hamburg giữa Phổ, Mecklenburg và Thụy Điển. Các hy vọng của đảng Hattarna Thụy Điển nhằm khôi phục các lãnh thổ bị mất về tay Phổ năm 1762 đã đổ vỡ, và cuộc chiến tranh đắt giá và không được lòng người này cuối cùng đã dẫn đến sự sụp đổ của hơ.